# Список Героев Советского Союза (Самсонов — Севрюков)
В настоящем списке представлены в алфавитном порядке все Герои Советского Союза, чьи фамилии начинаются с буквы «С» (всего 1165 человек, из них 19 удостоены звания дважды). Список содержит даты Указов Президиума Верховного Совета СССР о присвоении звания, информацию о роде войск, должности и воинском звании Героев на дату представления к присвоению звания Героя Советского Союза, годах их жизни.
- Персиковым цветом  в таблице выделены Герои, удостоенные звания дважды и более раз.
- Серым цветом  в таблице выделены Герои, представленные к званию посмертно.

| Навигационная таблица | Навигационная таблица                 |
| --------------------- | ------------------------------------- |
| «С»                   | Сабанов Григорий — Самсонов Владимир  |
| «С»                   | Самсонов Иван — Севрюков Алексей      |
| «С»                   | Севрюков Леонид — Сергиенков Дмитрий  |
| «С»                   | Сергов Алексей — Силантьев Николай    |
| «С»                   | Силин Николай — Скрылёв Алексей       |
| «С»                   | Скрылёв Виктор — Соболевский Анатолий |
| «С»                   | Собянин Гавриил — Сорокин Сергей      |
| «С»                   | Сорокин Фёдор — Степин Кузьма         |
| «С»                   | Степовой Арсентий — Сулин Семён       |
| «С»                   | Султанов Барый — Сябро Николай        |

| № п/п | Фамилия Имя Отчество                                                                 | Дата Указа            | Род войск    | Должность | Звание                                     | Годы жизни              | БС ГС НЛ                        |
| ----- | ------------------------------------------------------------------------------------ | --------------------- | ------------ | --- | ------------------------------------------ | ----------------------- | ------------------------------- |
| 120   | Самсонов Иван Алексеевич                                                             | 22.02.1944            | артиллерия   | командир взвода миномётной роты 780-го стрелкового полка 214-й стрелковой дивизии 5-й гвардейской армии 2-го Украинского фронта                                                                                                   | лейтенант                                  | 23.01.1922 — 01.12.1943 | [ БС 1 ] [ ГС 1 ] [ НЛ 1 ]      |
| 121   | Самсонов Константин Яковлевич                                                        | 08.05.1946            | пехота       | командир батальона 380-го стрелкового полка 171-й стрелковой дивизии 3-й ударной армии 1-го Белорусского фронта | старший лейтенант                          | 03.06.1916 — 15.12.1977 | [ БС 1 ] [ ГС 2 ] [ НЛ 2 ]      |
| 122   | Самсонов Павел Владимирович                                                          | 23.02.1945            | авиация      | штурман 723-го штурмового авиационного полка 211-й штурмовой авиационной дивизии 3-й воздушной армии 1-го Прибалтийского фронта                                                                                                   | капитан                                    | 12.07.1920 — 07.01.1997 | [ БС 2 ] [ ГС 3 ] [ НЛ 3 ]      |
| 123   | Самсонов Станислав Павлович                                                          | 23.05.1966            | морской флот | командир электромеханической боевой части подводной лодки К-116 Северного флота | капитан 3-го ранга                         | 22.10.1932 — 08.03.2006 | ——                              |
| 124   | Самсонова Зинаида Александровна                                                      | 03.06.1944            | медики       | санинструктор 667-го стрелкового полка 218-й стрелковой дивизии 47-й армии Воронежского фронта | старший сержант                            | 14.10.1924 — 27.01.1944 | [ БС 3 ] [ ГС 5 ] [ НЛ 4 ]      |
| 125   | Самсонс Вилис Петрович латыш. Samsons Vilis                                          | 28.06.1945            | партизан     | активный участник партизанской борьбы в Латвии, командир 1-й Латвийской партизанской бригады | —                                          | 03.12.1920 — 17.09.2011 | ——                              |
| 126   | Самусев Андрей Фёдорович бел. Самусеў Андрэй Фёдаравіч                               | 30.10.1943            | артиллерия   | миномётчик 685-го стрелкового полка 193-й стрелковой дивизии 65-й армии Центрального фронта | красноармеец                               | 05.10.1908 — 08.05.1965 | [ БС 3 ] [ ГС 7 ] [ НЛ 5 ]      |
| 127   | Самусев Николай Никифорович                                                          | 18.09.1943            | авиация      | командир корабля 4-го гвардейского авиационного полка 62-й авиационной дивизии 6-го авиационного корпуса Авиации дальнего действия                                                                                                | гвардии капитан                            | 03.05.1915 — 25.04.1981 | [ БС 3 ] [ ГС 8 ] [ НЛ 6 ]      |
| 128   | Самхарадзе Григорий Севастьянович груз. სამხარაძე გრიგოლ                             | 24.03.1945            | пехота       | командир пулемётного расчёта 1367-го стрелкового полка 414-й стрелковой дивизии Приморской армии 4-го Украинского фронта | сержант                                    | 1917 — 19.09.1965       | [ БС 3 ] [ ГС 9 ] [ НЛ 7 ]      |
| 129   | Саначёв Михаил Данилович                                                             | 13.09.1944            | танкист      | командир роты танков Т-34 94-го танкового батальона 51-й танковой бригады 3-го танкового корпуса 2-й танковой армии 2-го Украинского фронта                                                                                       | старший лейтенант                          | 08.11.1916 — 06.08.1986 | [ БС 3 ] [ ГС 10 ] [ НЛ 8 ]     |
| 130   | Сандалов Владимир Александрович                                                      | 06.06.1942            | авиация      | командир 125-го скоростного бомбардировочного авиационного полка Ленинградского фронта | подполковник                               | 26.01.1906 — 04.05.1980 | [ БС 4 ] [ ГС 11 ] [ НЛ 9 ]     |
| 131   | Санджиров Николай Мартынович калм. Санджиров Николай                                 | 03.06.1944            | инженер      | командир взвода разведки 91-го армейского инженерного батальона 47-й армии 1-го Украинского фронта | старший лейтенант                          | 29.09.1921 — 18.08.1944 | [ БС 5 ] [ ГС 12 ] [ НЛ 10 ]    |
| 132   | Санеев Евгений Иванович                                                              | 23.09.1944            | пехота       | командир роты 10-го гвардейского стрелкового полка 6-й гвардейской стрелковой дивизии 13-й армии 1-го Украинского фронта | гвардии старший лейтенант                  | 14.03.1913 — 22.04.1975 | [ БС 5 ] [ ГС 13 ] [ НЛ 11 ]    |
| 133   | Санников Михаил Семёнович                                                            | 24.03.1945            | пехота       | командир отделения 127-й отдельной армейской штрафной роты 46-й армии 2-го Украинского фронта | старший сержант                            | 1921 — 20.08.1944       | [ БС 5 ] [ ГС 14 ] [ НЛ 12 ]    |
| 134   | Санников Степан Григорьевич                                                          | 24.03.1945            | пехота       | помощник командира взвода 753-го стрелкового полка 192-й стрелковой дивизии 31-й армии 3-го Белорусского фронта | красноармеец                               | 06.01.1918 — 29.01.1968 | [ БС 5 ] [ ГС 15 ] [ НЛ 13 ]    |
| 135   | Санников Фёдор Ефимович                                                              | 04.06.1944            | артиллерия   | наводчик орудия 1260-го стрелкового полка 380-й стрелковой дивизии 3-й армии Брянского фронта | младший сержант                            | 01.03.1903 — 05.10.1988 | [ БС 5 ] [ ГС 16 ] [ НЛ 14 ]    |
| 136   | Санфирова Ольга Александровна тат. Санфирова Ләйлә Александр кызы                    | 23.02.1945            | авиация      | командир эскадрильи 46-го гвардейского ночного бомбардировочного авиационного полка 325-й ночной бомбардировочной авиационной дивизии 4-й воздушной армии 2-го Белорусского фронта                                                | гвардии капитан                            | 02.05.1917 — 13.12.1944 | [ БС 5 ] [ ГС 17 ] [ НЛ 15 ]    |
| 137   | Санчиров Фёдор Васильевич                                                            | 24.03.1945            | артиллерия   | командир СУ-85 1452-го самоходного артиллерийского полка РГК в составе 19-го танкового корпуса 1-го Прибалтийского фронта | лейтенант                                  | 02.12.1923 — 07.08.1944 | [ БС 5 ] [ ГС 18 ] [ НЛ 16 ]    |
| 138   | Санько Иван Федосеевич укр. Санько Іван Федосійович                                  | 29.05.1945            | генерал      | командир 3-й артиллерийской дивизии 7-го артиллерийского корпуса прорыва РГК в составе 5-й гвардейской армии 1-го Украинского фронта                                                                                              | генерал-майор артиллерии                   | 07.02.1903 — 22.07.1985 | [ БС 6 ] [ ГС 19 ] [ НЛ 17 ]    |
| 139   | Саньков Иван Гаврилович                                                              | 24.03.1945            | пехота       | командир батальона 1345-го стрелкового полка 399-й стрелковой дивизии 48-й армии 1-го Белорусского фронта | майор                                      | 22.07.1912 — 27.01.1945 | [ БС 7 ] [ ГС 20 ] [ НЛ 18 ]    |
| 140   | Сапалёв Иван Григорьевич                                                             | 16.10.1943            | инженер      | командир отделения 603-го отдельного сапёрного батальона 322-й стрелковой дивизии 13-й армии Центрального фронта | младший сержант                            | 20.09.1912 — 27.02.1976 | [ БС 7 ] [ ГС 21 ] [ НЛ 19 ]    |
| 141   | Сапатинский Фёдор Миронович укр. Сапатинський Федір Миронович                        | 13.09.1944            | пехота       | стрелок 248-го стрелкового полка 31-й стрелковой дивизии 52-й армии 2-го Украинского фронта | красноармеец                               | 20.06.1904 — 25.11.1986 | [ БС 7 ] [ ГС 22 ] [ НЛ 20 ]    |
| 142   | Сапелкин Иван Фёдорович                                                              | 10.01.1944            | комиссар     | комсорг батальона 797-го стрелкового полка 232-й стрелковой дивизии 38-й армии Воронежского фронта | гвардии старший лейтенант                  | 04.12.1921 — 16.02.1993 | [ БС 7 ] [ ГС 23 ] [ НЛ 21 ]    |
| 143   | Сапожников Абрам Самуилович                                                          | 19.04.1945            | артиллерия   | командир батареи 682-го гаубичного артиллерийского полка 235-й стрелковой дивизии 43-й армии 3-го Белорусского фронта | капитан                                    | 10.10.1923 — 20.05.1998 | [ БС 7 ] [ ГС 24 ] [ НЛ 22 ]    |
| 144   | Сапожников Алексей Павлович                                                          | 24.03.1945            | пехота       | командир роты 95-го гвардейского стрелкового полка 31-й гвардейской стрелковой дивизии 11-й гвардейской армии 3-го Белорусского фронта                                                                                            | гвардии старший лейтенант                  | 30.03.1915 — 20.06.1969 | [ БС 7 ] [ ГС 25 ] [ НЛ 23 ]    |
| 145   | Сапожников Владимир Васильевич                                                       | 19.08.1944            | авиация      | заместитель командира эскадрильи 23-го авиационного полка 53-й авиационной дивизии 5-го авиационного корпуса Авиации дальнего действия                                                                                            | гвардии майор                              | 14.06.1914 — 23.03.1982 | [ БС 8 ] [ ГС 26 ] [ НЛ 24 ]    |
| 146   | Сапожников Михаил Александрович                                                      | 04.02.1944            | авиация      | лётчик 48-го гвардейского отдельного разведывательного авиационного полка Главного командования ВВС Красной Армии | гвардии младший лейтенант                  | 23.11.1920 — 08.09.1979 | [ БС 9 ] [ ГС 27 ] [ НЛ 25 ]    |
| 147   | Сапожников Михаил Григорьевич                                                        | 26.10.1943            | артиллерия   | командир 30-й отдельной истребительно-противотанковой артиллерийской бригады 7-й гвардейской армии Степного фронта | гвардии подполковник                       | 23.01.1905 — 04.06.1964 | [ БС 9 ] [ ГС 28 ] [ НЛ 26 ]    |
| 148   | Сапоненко Иван Фёдорович укр. Сапоненко Іван Федорович                               | 10.04.1945            | артиллерия   | командир взвода противотанковых ружей 337-го гвардейского стрелкового полка 121-й гвардейской стрелковой дивизии 13-й армии 1-го Украинского фронта                                                                               | гвардии лейтенант                          | 1918 — 28.01.1945       | [ БС 9 ] [ ГС 29 ] [ НЛ 27 ]    |
| 149   | Сапрыкин Владимир Алексеевич                                                         | 03.06.1944            | пехота       | командир 2-го стрелкового батальона 612-го стрелкового полка 144-й стрелковой дивизии 33-й армии Западного фронта | капитан                                    | 24.08.1916 — 24.04.1990 | [ БС 10 ] [ ГС 30 ] [ НЛ 28 ]   |
| 150   | Сапунков Борис Петрович                                                              | 27.02.1945            | танкист      | командир танка Т-34 95-й танковой бригады 9-го танкового корпуса 33-й армии 1-го Белорусского фронта | лейтенант                                  | 03.01.1917 — 14.08.1981 | [ БС 9 ] [ ГС 31 ] [ НЛ 29 ]    |
| 151   | Сапунов Алексей Дмитриевич укр. Сапунов Олексій Дмитрович                            | 07.08.1943            | артиллерия   | командир орудия 540-го лёгкого артиллерийского полка 16-й лёгкой артиллерийской бригады 5-й артиллерийской дивизии 4-го артиллерийского корпуса прорыва РГК в составе 13-й армии Центрального фронта                              | сержант                                    | 12.06.1921 — 07.07.1943 | [ БС 9 ] [ ГС 32 ] [ НЛ 30 ]    |
| 152   | Сапунов Николай Андреевич                                                            | 13.09.1944            | артиллерия   | командир огневого взвода 47-го гвардейского кавалерийского полка 12-й гвардейской кавалерийской дивизии 5-го гвардейского кавалерийского корпуса 2-го Украинского фронта                                                          | гвардии лейтенант                          | 25.05.1923 — 10.07.1978 | [ БС 11 ] [ ГС 33 ] [ НЛ 31 ]   |
| 153   | Сараев Николай Андреевич                                                             | 16.10.1943            | инженер      | сапёр 603-го отдельного сапёрного батальона 322-й стрелковой дивизии 13-й армии Центрального фронта | красноармеец                               | 10.03.1914 — 1991       | [ БС 12 ] [ ГС 34 ] [ НЛ 32 ]   |
| 154   | Сарана Иван Петрович                                                                 | 02.08.1944            | танкист      | командир взвода танков Т-34 56-го отдельного танкового полка 6-го гвардейского механизированного корпуса 4-й танковой армии 1-го Украинского фронта                                                                               | гвардии младший лейтенант                  | 1912 — 28.04.1944       | [ БС 12 ] [ ГС 35 ] [ НЛ 33 ]   |
| 155   | Саранча Михаил Ксенофонтович укр. Саранча Михайло Ксенофонтович                      | 23.09.1944            | пехота       | стрелок 862-го стрелкового полка 197-й стрелковой дивизии 3-й гвардейской армии 1-го Украинского фронта | красноармеец                               | 28.10.1918 — 25.09.1961 | [ БС 12 ] [ ГС 36 ] [ НЛ 34 ]   |
| 156   | Саранчёв Николай Георгиевич                                                          | 19.01.1940            | авиация      | командир эскадрильи 35-го скоростного бомбардировочного авиационного полка Особой авиационной бригады Северо-Западного фронта | капитан                                    | 11.11.1906 — 04.01.1944 | ——                              |
| 157   | Сарафанов Геннадий Васильевич                                                        | 02.09.1974            | космонавт    | командир космического корабля «Союз-15» | полковник                                  | 01.01.1942 — 29.09.2005 | ——                              |
| 158   | Сарибекян Ишхан Барсегович арм. Սարիբեկյան Իշխան                                     | 24.03.1945            | пехота       | командир пулемётного расчёта 1369-го стрелкового полка 417-й стрелковой дивизии 51-й армии 4-го Украинского фронта | старший сержант                            | 07.11.1912 — 06.05.1990 | [ БС 12 ] [ ГС 39 ] [ НЛ 35 ]   |
| 159   | Саркисов Армаис Асатурович арм. Սարկիսով Արմաիս                                      | 22.07.1944            | пехота       | командир пулемётного расчёта 158-го гвардейского стрелкового полка 51-й гвардейской стрелковой дивизии 6-й гвардейской армии 1-го Прибалтийского фронта                                                                           | гвардии ефрейтор                           | 08.05.1922 — 25.06.1944 | [ БС 12 ] [ ГС 40 ] [ НЛ 36 ]   |
| 160   | Саркисов Фёдор Исаевич арм. Սարկիսով Ֆեոդոր                                          | 01.11.1943            | комиссар     | парторг батальона З66-го стрелкового полка 126-й стрелковой дивизии 51-й армии 4-го Украинского фронта | гвардии лейтенант                          | 1915 — 08.10.1944       | [ БС 13 ] [ ГС 41 ] [ НЛ 37 ]   |
| 161   | Саркисьян Василий Надонович арм. Սարգսյան Վասիլ                                      | 17.11.1943            | пехота       | командир взвода мотострелково-пулемётного батальона 54-й гвардейской танковой бригады 7-го гвардейского танкового корпуса 3-й гвардейской танковой армии Воронежского фронта                                                      | гвардии лейтенант                          | 15.03.1922 — 19.09.1968 | [ БС 14 ] [ ГС 42 ] [ НЛ 38 ]   |
| 162   | Саркисян Сурен Арташесович арм. Սարգսյան Սուրեն                                      | 24.03.1945            | связисты     | телефонист роты связи 837-го стрелкового полка 238-й стрелковой дивизии 50-й армии 2-го Белорусского фронта | ефрейтор                                   | 31.10.1924 — 14.11.2009 | [ БС 14 ] [ ГС 43 ] [ НЛ 39 ]   |
| 163   | Сархошев Сергей Абрамович                                                            | 22.02.1944            | инженер      | командир отделения 104-го отдельного сапёрного батальона 31-й стрелковой дивизии 46-й армии Юго-Западного фронта | старший сержант                            | 13.09.1913 — 06.01.1991 | [ БС 14 ] [ ГС 44 ] [ НЛ 40 ]   |
| 164   | Сарыгин Александр Васильевич                                                         | 09.09.1957            | авиация      | старший лётчик-испытатель ГК НИИ ВВС | полковник                                  | 09.11.1920 — 11.07.1960 | ——                              |
| 165   | Сарычев Фёдор Кузьмич                                                                | 24.03.1945            | пехота       | командир батальона 244-го гвардейского стрелкового полка 82-й гвардейской стрелковой дивизии 8-й гвардейской армии 1-го Белорусского фронта                                                                                       | гвардии капитан                            | 19.02.1918 — 19.02.1945 | [ БС 14 ] [ ГС 46 ] [ НЛ 41 ]   |
| 166   | Сафаров Арам Аввакумович арм. Սաֆարով Արամ                                           | 24.03.1945            | пехота       | командир роты 309-го гвардейского стрелкового полка 109-й гвардейской стрелковой дивизии 46-й армии 2-го Украинского фронта | гвардии лейтенант                          | 1913 — 08.10.1944       | [ БС 14 ] [ ГС 47 ] [ НЛ 42 ]   |
| 167   | Сафаров Фарис Меджидович (Сафаров Фарис Меджид оглы) азерб. Səfərov Fariz Məcid oğlu | 19.03.1944            | пехота       | командир пулемётного расчёта 78-го гвардейского стрелкового полка 25-й гвардейской стрелковой дивизии 6-й армии Юго-Западного фронта                                                                                              | гвардии старший сержант                    | 20.06.1920 — 27.08.1964 | [ БС 14 ] [ ГС 48 ] [ НЛ 43 ]   |
| 168   | Сафин Накип Сафиевич тат. Сафин Нәкыйп Сафа улы                                      | 20.12.1943            | инженер      | командир понтонного отделения 19-го отдельного моторизированного понтонно-мостового батальона Степного фронта | сержант                                    | 15.03.1921 — 22.05.1987 | [ БС 15 ] [ ГС 49 ] [ НЛ 44 ]   |
| 169   | Сафин Нурулла Давлетгареевич тат. Сафин Нурулла Дәүләтгәрәй улы                      | 10.04.1945            | артиллерия   | командир миномётного расчёта 467-го гвардейского миномётного полка 7-го гвардейского танкового корпуса 3-й гвардейской танковой армии 1-го Украинского фронта                                                                     | старший сержант                            | 25.07.1923 — 15.05.1995 | [ БС 16 ] [ ГС 50 ] [ НЛ 45 ]   |
| 170   | Сафиулин Ганий Бекинович тат. Сафиуллин Гани Биккенә улы                             | 26.10.1943            | генерал      | командир 25-го гвардейского стрелкового корпуса 7-й гвардейской армии Степного фронта | гвардии генерал-майор                      | 01.07.1905 — 14.10.1973 | [ БС 16 ] [ ГС 51 ] [ НЛ 46 ]   |
| 171   | Сафонов Анатолий Георгиевич                                                          | 23.08.1944            | пехота       | командир роты 1345-го стрелкового полка 399-й стрелковой дивизии 48-й армии 1-го Белорусского фронта | старший лейтенант                          | 20.09.1919 — 24.06.1944 | [ БС 16 ] [ ГС 52 ] [ НЛ 47 ]   |
| 172   | Сафонов Борис Феоктистович                                                           | 16.09.1941 14.06.1942 | авиация      | командир эскадрильи 72-го смешанного авиационного полка ВВС Северного флота командир 2-го гвардейского смешанного авиационного полка ВВС Северного флота                                                                          | капитан подполковник                       | 26.08.1915 — 30.05.1942 | [ БС 16 ] [ ГС 53 ] [ НЛ 48 ]   |
| 173   | Сафонов Владимир Ильич                                                               | 05.11.1944            | авиация      | командир эскадрильи 8-го гвардейского авиационного полка 8-й гвардейской авиационной дивизии 2-го гвардейского авиационного корпуса Авиации дальнего действия                                                                     | гвардии капитан                            | 05.09.1917 — 22.11.1993 | [ БС 16 ] [ ГС 54 ] [ НЛ 49 ]   |
| 174   | Сафонов Георгий Александрович                                                        | 27.03.1942            | пехота       | командир 256-го стрелкового полка 30-й стрелковой дивизии 9-й армии Южного фронта | полковник                                  | 23.04.1902 — 10.11.1984 | [ БС 16 ] [ ГС 55 ] [ НЛ 50 ]   |
| 175   | Сафонов Илья Моисеевич                                                               | 03.06.1944            | артиллерия   | командир миномётной роты 478-го стрелкового полка 320-й стрелковой дивизии 28-й армии 3-го Украинского фронта | лейтенант                                  | 23.09.1909 — 17.03.1967 | [ БС 17 ] [ ГС 56 ] [ НЛ 51 ]   |
| 176   | Сафонов Фёдор Матвеевич                                                              | 29.06.1945            | авиация      | старший лётчик 74-го гвардейского штурмового авиационного полка 1-й гвардейской штурмовой авиационной дивизии 1-й воздушной армии 3-го Белорусского фронта                                                                        | гвардии младший лейтенант                  | 21.03.1923 — 11.05.2008 | [ БС 18 ] [ ГС 57 ] [ НЛ 52 ]   |
| 177   | Сафронов Андрей Семёнович                                                            | 27.06.1945            | артиллерия   | командир орудия 286-го артиллерийского полка 111-й стрелковой дивизии 52-й армии 1-го Украинского фронта | сержант                                    | 22.10.1902 — 01.09.1952 | [ БС 18 ] [ ГС 58 ] [ НЛ 53 ]   |
| 178   | Сафронов Пётр Сергеевич                                                              | 15.01.1944            | пехота       | стрелок 234-го гвардейского стрелкового полка 76-й гвардейской стрелковой дивизии 61-й армии Центрального фронта | гвардии ефрейтор                           | 1925 — 11.11.1995       | [ БС 18 ] [ ГС 59 ] [ НЛ 54 ]   |
| 179   | Сафронов Сергей Иванович                                                             | 24.08.1943            | авиация      | командир эскадрильи 293-го истребительного авиационного полка 287-й истребительной авиационной дивизии 4-й воздушной армии Северо-Кавказского фронта                                                                              | капитан                                    | 25.08.1918 — 29.09.1983 | [ БС 18 ] [ ГС 60 ] [ НЛ 55 ]   |
| 180   | Сафронов Тимофей Петрович                                                            | 21.02.1945            | артиллерия   | командир отделения разведки батареи 135-го гаубичного артиллерийского полка 63-й гаубичной артиллерийской бригады 22-й артиллерийской дивизии РГК в составе 47-й армии 1-го Белорусского фронта                                   | старший сержант                            | 22.12.1916 — 29.09.1979 | [ БС 18 ] [ ГС 61 ] [ НЛ 56 ]   |
| 181   | Сафронов Фёдор Петрович                                                              | 10.04.1945            | артиллерия   | наводчик миномёта 16-й тяжёлой миномётной бригады 1-й гвардейской артиллерийской дивизии прорыва РГК в составе 13-й армии 1-го Украинского фронта                                                                                 | младший сержант                            | 17.05.1916 — 19.02.1967 | [ БС 18 ] [ ГС 62 ] [ НЛ 57 ]   |
| 182   | Сафронова Валентина Ивановна                                                         | 08.05.1965            | партизан     | активная участница партизанской борьбы на Брянщине, разведчица Брянского городского партизанского отряда | —                                          | 1918 — 01.05.1943       | ——                              |
| 183   | Сахаров Павел Иванович                                                               | 05.11.1944            | авиация      | командир эскадрильи 78-го истребительного авиационного полка 6-й истребительной авиационной дивизии ВВС Северного флота | капитан                                    | 02.07.1919 — 24.10.1985 | [ БС 19 ] [ ГС 64 ] [ НЛ 58 ]   |
| 184   | Сахненко Михаил Сидорович                                                            | 03.06.1944            | пехота       | командир взвода 266-го гвардейского стрелкового полка 88-й гвардейской стрелковой дивизии 8-й гвардейской армии 3-го Украинского фронта                                                                                           | гвардии старший сержант                    | 13.03.1919 — 12.01.1970 | [ БС 19 ] [ ГС 65 ] [ НЛ 59 ]   |
| 185   | Сачко Иосиф Кузьмич укр. Сачко Йосип Кузьмич                                         | 22.07.1944            | авиация      | лётчик 51-го минно-торпедного авиационного полка 8-й минно-торпедной авиационной дивизии ВВС Балтийского флота | лейтенант                                  | 16.12.1916 — 27.08.1944 | [ БС 19 ] [ ГС 66 ] [ НЛ 60 ]   |
| 186   | Сачков Михаил Иванович                                                               | 26.10.1944            | авиация      | командир эскадрильи 728-го истребительного авиационного полка 256-й истребительной авиационной дивизии 5-го истребительного авиационного корпуса 2-й воздушной армии 1-го Украинского фронта                                      | капитан                                    | 04.05.1918 — 12.02.1973 | [ БС 19 ] [ ГС 67 ] [ НЛ 61 ]   |
| 187   | Саяпин Емельян Петрович                                                              | 27.02.1945            | пехота       | командир роты 286-го гвардейского стрелкового полка 94-й гвардейской стрелковой дивизии 5-й ударной армии 1-го Белорусского фронта                                                                                                | гвардии капитан                            | 26.01.1923 — 18.04.1945 | [ БС 19 ] [ ГС 68 ] [ НЛ 62 ]   |
| 188   | Сбитнев Андрей Александрович                                                         | 24.03.1945            | пехота       | командир роты автоматчиков 170-го гвардейского стрелкового полка 57-й гвардейской стрелковой дивизии 8-й гвардейской армии 1-го Белорусского фронта                                                                               | гвардии лейтенант                          | 25.08.1910 — 26.05.1970 | [ БС 19 ] [ ГС 69 ] [ НЛ 63 ]   |
| 189   | Свеженцев Илья Фёдорович                                                             | 06.04.1945            | кавалерия    | помощник командира сабельного взвода 60-го гвардейского кавалерийского полка 16-й гвардейской кавалерийской дивизии 7-го гвардейского кавалерийского корпуса 1-го Белорусского фронта                                             | гвардии старший сержант                    | 29.07.1910 — 07.09.1985 | [ БС 20 ] [ ГС 70 ] [ НЛ 64 ]   |
| 190   | Свердликов Григорий Иванович                                                         | 09.02.1944            | артиллерия   | командир батареи 53-го гвардейского кавалерийского полка 15-й гвардейской кавалерийской дивизии 7-го гвардейского кавалерийского корпуса 61-й армии Центрального фронта                                                           | гвардии старший лейтенант                  | 31.03.1919 — 29.08.1946 | [ БС 21 ] [ ГС 71 ] [ НЛ 65 ]   |
| 191   | Свердлов Абрам Григорьевич                                                           | 22.07.1944            | морской флот | командир 1-го отряда торпедных катеров 2-го дивизиона бригады торпедных катеров Балтийского флота | капитан-лейтенант                          | 08.05.1912 — 01.04.1991 | [ БС 21 ] [ ГС 72 ] [ НЛ 66 ]   |
| 192   | Свертилов Алексей Иванович                                                           | 23.02.1945            | авиация      | штурман 807-го штурмового авиационного полка 206-й штурмовой авиационной дивизии 7-го штурмового авиационного корпуса 14-й воздушной армии 3-го Прибалтийского фронта                                                             | капитан                                    | 23.02.1914 — 11.08.1990 | [ БС 21 ] [ ГС 73 ] [ НЛ 67 ]   |
| 193   | Светачев Георгий Георгиевич                                                          | 15.01.1944            | танкист      | командир взвода танков Т-34 195-го танкового батальона 95-й танковой бригады 9-го танкового корпуса 65-й армии Центрального фронта                                                                                                | лейтенант                                  | 25.11.1922 — 22.11.1943 | [ БС 21 ] [ ГС 74 ] [ НЛ 68 ]   |
| 194   | Светецкий Григорий Григорьевич укр. Светецкий Григорій Григорович                    | 08.09.1945            | пехота       | командир батальона 165-го стрелкового полка 79-й стрелковой дивизии 16-й армии 2-го Дальневосточного фронта | капитан                                    | 11.10.1918 — 08.09.2007 | [ БС 21 ] [ ГС 75 ] [ НЛ 69 ]   |
| 195   | Светличный Григорий Лаврентьевич укр. Світличний Григорій Лаврентійович              | 01.05.1943            | авиация      | командир звена 312-го штурмового авиационного полка 233-й штурмовой авиационной дивизии 1-й воздушной армии Западного фронта | лейтенант                                  | 01.05.1919 — 24.04.1992 | [ БС 21 ] [ ГС 76 ] [ НЛ 70 ]   |
| 196   | Светличный Тимофей Иванович укр. Світличний Тимофій Іванович                         | 24.03.1945            | артиллерия   | командир расчёта 3-го гвардейского отдельного миномётного полка 3-го гвардейского кавалерийского корпуса 3-го Белорусского фронта                                                                                                 | гвардии сержант                            | 01.05.1917 — 26.06.1944 | [ БС 22 ] [ ГС 77 ] [ НЛ 71 ]   |
| 197   | Свечкарёв Александр Иванович укр. Свічкарьов Олександр Іванович                      | 19.03.1944            | пехота       | помощник командира взвода разведки мотострелкового батальона 5-й гвардейской отдельной мотострелковой бригады 3-й гвардейской армии 4-го Украинского фронта                                                                       | гвардии старший сержант                    | 12.10.1924 — 13.09.2001 | [ БС 23 ] [ ГС 78 ] [ НЛ 72 ]   |
| 198   | Свечкарёв Иван Семёнович                                                             | 10.01.1944            | артиллерия   | командир огневого взвода 727-го истребительно-противотанкового артиллерийского полка 10-го танкового корпуса 40-й армии Воронежского фронта                                                                                       | старший сержант                            | 1920 — 21.10.1943       | [ БС 23 ] [ ГС 79 ] [ НЛ 73 ]   |
| 199   | Свечников Павел Семёнович                                                            | 24.12.1943            | артиллерия   | наводчик орудия 317-го гвардейского истребительно-противотанкового артиллерийского полка РГК в составе 47-й армии Воронежского фронта                                                                                             | гвардии сержант                            | 09.01.1926 — 16.01.1944 | [ БС 23 ] [ ГС 80 ] [ НЛ 74 ]   |
| 200   | Свидерский Александр Григорьевич укр. Свідерський Олександр Григорович               | 16.05.1944            | артиллерия   | командир 867-го самоходного артиллерийского полка 19-го танкового корпуса 4-го Украинского фронта | майор                                      | 10.06.1908 — 17.04.1944 | [ БС 23 ] [ ГС 81 ] [ НЛ 75 ]   |
| 201   | Свидерский Савелий Алексеевич бел. Свідзерскі Савелій Аляксеевіч                     | 29.06.1945            | пехота       | командир 1225-го стрелкового полка 369-й стрелковой дивизии 70-й армии 2-го Белорусского фронта | полковник                                  | 23.04.1905 — 13.05.1977 | [ БС 23 ] [ ГС 82 ] [ НЛ 76 ]   |
| 202   | Свидинский Владимир Иванович                                                         | 17.10.1943            | пехота       | командир роты мотострелкового батальона 24-й гвардейской механизированной бригады 7-го гвардейского механизированного корпуса 60-й армии Центрального фронта                                                                      | гвардии младший лейтенант                  | 20.05.1923 — 25.03.1945 | [ БС 23 ] [ ГС 83 ] [ НЛ 77 ]   |
| 203   | Свидинский Иосиф Викентьевич пол. Świdziński Józef                                   | 29.10.1943            | пехота       | разведчик 177-й отдельной разведывательной роты 163-й стрелковой дивизии 34-й армии Северо-Западного фронта | ефрейтор                                   | 14.01.1918 — 15.11.1996 | [ БС 23 ] [ ГС 84 ] [ НЛ 78 ]   |
| 204   | Свинарчук Николай Давыдович                                                          | 24.03.1945            | пехота       | помощник командира взвода 415-го стрелкового полка 1-й стрелковой дивизии 70-й армии 1-го Белорусского фронта | старший сержант                            | 20.01.1920 — 01.01.1983 | [ БС 24 ] [ ГС 85 ] [ НЛ 79 ]   |
| 205   | Свинарь Афанасий Игнатьевич укр. Свинар Опанас Гнатович                              | 20.12.1943            | артиллерия   | наводчик орудия 5-го гвардейского артиллерийского полка 10-й гвардейской воздушно-десантной дивизии 37-й армии Степного фронта | гвардии младший сержант                    | 16.04.1916 — 09.07.1979 | [ БС 25 ] [ ГС 86 ] [ НЛ 80 ]   |
| 206   | Свирепкин Павел Михайлович                                                           | 27.02.1945            | танкист      | командир танкового батальона 65-й танковой бригады 11-го танкового корпуса 69-й армии 1-го Белорусского фронта | майор                                      | 22.01.1914 — 19.04.1965 | [ БС 25 ] [ ГС 87 ] [ НЛ 81 ]   |
| 207   | Свиридов Александр Андреевич                                                         | 27.06.1945            | пехота       | командир 293-го гвардейского стрелкового полка 96-й гвардейской стрелковой дивизии 28-й армии 3-го Белорусского фронта | гвардии полковник                          | 21.02.1912 — 30.03.1982 | [ БС 25 ] [ ГС 88 ] [ НЛ 82 ]   |
| 208   | Свиридов Алексей Андреевич                                                           | 13.04.1944            | авиация      | командир эскадрильи 128-го бомбардировочного авиационного полка 241-й бомбардировочной авиационной дивизии 3-го бомбардировочного авиационного корпуса 16-й воздушной армии Центрального фронта                                   | старший лейтенант                          | 16.05.1919 — 06.10.1943 | [ БС 25 ] [ ГС 89 ] [ НЛ 83 ]   |
| 209   | Свиридов Карп Васильевич                                                             | 28.04.1945            | генерал      | командир 2-го гвардейского механизированного корпуса 46-й армии 2-го Украинского фронта | гвардии генерал-лейтенант танковых войск   | 24.05.1896 — 04.02.1967 | [ БС 25 ] [ ГС 90 ] [ НЛ 84 ]   |
| 210   | Свиридов Николай Алексеевич                                                          | 27.02.1945            | артиллерия   | командир отделения миномётной роты 1285-го стрелкового полка 60-й стрелковой дивизии 47-й армии 1-го Белорусского фронта | сержант                                    | 01.05.1925 — 24.06.2007 | [ БС 25 ] [ ГС 91 ] [ НЛ 85 ]   |
| 211   | Свиридовский Анатолий Григорьевич укр. Свиридовський Анатолій Григорович             | 22.02.1944            | артиллерия   | командир орудия 197-го гвардейского артиллерийского полка 92-й гвардейской стрелковой дивизии 37-й армии Степного фронта | гвардии сержант                            | 04.08.1922 — 03.03.1968 | [ БС 26 ] [ ГС 92 ] [ НЛ 86 ]   |
| 212   | Свирчевский Владимир Степанович укр. Свірчевський Володимир Степанович               | 24.08.1943            | авиация      | командир звена 11-го отдельного разведывательного авиационного полка 3-й воздушной армии Калининского фронта | старший лейтенант                          | 28.01.1920 — 02.05.1985 | [ БС 27 ] [ ГС 93 ] [ НЛ 87 ]   |
| 213   | Свистов Павел Дмитриевич                                                             | 24.03.1945            | пехота       | разведчик взвода пешей разведки 928-го стрелкового полка 252-й стрелковой дивизии 4-й гвардейской армии 2-го Украинского фронта                                                                                                   | сержант                                    | 26.10.1924 — 27.12.1983 | [ БС 27 ] [ ГС 94 ] [ НЛ 88 ]   |
| 214   | Свистунов Анатолий Иванович                                                          | 27.06.1945            | авиация      | командир эскадрильи 213-го гвардейского истребительного авиационного полка 22-й гвардейской истребительной авиационной дивизии 6-го гвардейского истребительного авиационного корпуса 2-й воздушной армии 1-го Украинского фронта | гвардии капитан                            | 01.02.1920 — 26.04.1946 | [ БС 27 ] [ ГС 95 ] [ НЛ 89 ]   |
| 215   | Свистунов Андрей Иванович                                                            | 23.09.1944            | инженер      | командир отделения 82-го отдельного сапёрного батальона 9-го механизированного корпуса 3-й гвардейской танковой армии 1-го Украинского фронта                                                                                     | старший сержант                            | 15.08.1921 — 18.04.1995 | [ БС 27 ] [ ГС 96 ] [ НЛ 90 ]   |
| 216   | Свитенко Николай Иванович укр. Світенко Микола Іванович                              | 10.02.1943            | авиация      | командир эскадрильи 7-го истребительного авиационного полка 5-й смешанной авиационной дивизии 23-й армии Ленинградского фронта | капитан                                    | 06.12.1913 — 18.09.2007 | [ БС 27 ] [ ГС 97 ] [ НЛ 91 ]   |
| 217   | Свобода Людвик чеш. Svoboda Ludvík                                                   | 24.11.1965            |              | государственный, политический и военный деятель ЧССР | генерал армии Чехословацкой народной армии | 25.11.1895 — 20.09.1979 | ——                              |
| 218   | Святошенко Леонид Степанович укр. Святошенко Леонід Степанович                       | 27.06.1945            | авиация      | командир эскадрильи 948-го штурмового авиационного полка 308-й штурмовой авиационной дивизии 3-го штурмового авиационного корпуса 2-й воздушной армии 1-го Украинского фронта                                                     | капитан                                    | 21.08.1923 — 27.11.1998 | [ БС 27 ] [ ГС 99 ] [ НЛ 92 ]   |
| 219   | Священко Юрий Григорьевич                                                            | 31.05.1945            | танкист      | командир танкового взвода 1-й гвардейской танковой бригады 8-го гвардейского механизированного корпуса 1-й гвардейской танковой армии 1-го Белорусского фронта                                                                    | гвардии лейтенант                          | 1920 — 19.01.1945       | [ БС 27 ] [ ГС 100 ] [ НЛ 93 ]  |
| 220   | Сгибнев Григорий Иванович                                                            | 26.10.1943            | пехота       | помощник командира взвода 128-го гвардейского стрелкового полка 44-й гвардейской стрелковой дивизии 1-й гвардейской армии Юго-Западного фронта                                                                                    | гвардии сержант                            | 07.01.1920 — 08.04.1982 | [ БС 29 ] [ ГС 101 ] [ НЛ 94 ]  |
| 221   | Сгибнев Пётр Георгиевич                                                              | 23.10.1942            | авиация      | командир эскадрильи 78-го истребительного авиационного полка 6-й истребительной авиационной бригады ВВС Северного флота | старший лейтенант                          | 25.08.1920 — 03.05.1943 | [ БС 30 ] [ ГС 102 ] [ НЛ 95 ]  |
| 222   | Сдобнов Николай Андреевич                                                            | 02.08.1941            | авиация      | командир эскадрильи 48-го ближнебомбардировочного авиационного полка Юго-Западного фронта | капитан                                    | 19.06.1907 — 18.08.1971 | [ БС 30 ] [ ГС 103 ] [ НЛ 96 ]  |
| 223   | Себрова Ирина Фёдоровна                                                              | 23.02.1945            | авиация      | командир звена 46-го гвардейского ночного бомбардировочного авиационного полка 325-й ночной бомбардировочной авиационной дивизии 4-й воздушной армии 2-го Белорусского фронта                                                     | гвардии лейтенант                          | 25.12.1914 — 05.04.2000 | [ БС 30 ] [ ГС 104 ] [ НЛ 97 ]  |
| 224   | Севастьянов Алексей Тихонович                                                        | 06.06.1942            | авиация      | командир звена 26-го истребительного авиационного полка 7-го истребительного авиационного корпуса ПВО Ленинградского фронта | младший лейтенант                          | 16.02.1917 — 23.04.1942 | [ БС 30 ] [ ГС 105 ] [ НЛ 98 ]  |
| 225   | Севастьянов Виталий Иванович                                                         | 03.07.1970 27.07.1975 | космонавт    | бортинженер космического корабля «Союз-9» бортинженер космического корабля «Союз-18» и орбитальной станции «Салют-4» | —                                          | 08.07.1935 — 06.04.2010 | ——                              |
| 226   | Северин Иван Кириллович укр. Северин Іван Кирилович                                  | 23.10.1943            | пехота       | командир роты 955-го стрелкового полка 309-й стрелковой дивизии 40-й армии Воронежского фронта | старший лейтенант                          | 27.08.1922 — 28.12.1943 | [ БС 31 ] [ ГС 107 ] [ НЛ 99 ]  |
| 227   | Северин Моисей Михайлович укр. Северин Мойсей Михайлович                             | 10.01.1944            | пехота       | стрелок 465-го стрелкового полка 167-й стрелковой дивизии 38-й армии 1-го Украинского фронта | красноармеец                               | 03.09.1908 — 02.03.1945 | [ БС 32 ] [ ГС 108 ] [ НЛ 100 ] |
| 228   | Северов Тимофей Петрович                                                             | 17.10.1943            | артиллерия   | командир батареи 206-го гвардейского лёгкого артиллерийского полка 3-й гвардейской лёгкой артиллерийской бригады 1-й гвардейской артиллерийской дивизии прорыва РГК в составе 60-й армии Воронежского фронта                      | гвардии старший лейтенант                  | 10.01.1923 — 02.03.2001 | [ БС 32 ] [ ГС 109 ] [ НЛ 101 ] |
| 229   | Северьянов Иван Васильевич                                                           | 17.10.1943            | пехота       | командир отделения 705-го стрелкового полка 121-й стрелковой дивизии 60-й армии Центрального фронта | старший сержант                            | 12.09.1923 — 13.10.1997 | [ БС 32 ] [ ГС 110 ] [ НЛ 102 ] |
| 230   | Севостьянов Иван Григорьевич                                                         | 06.12.1949            | авиация      | заместитель командира эскадрильи 708-го транспортного авиационного полка | майор                                      | 30.06.1915 — 11.06.1986 | ——                              |
| 231   | Севостьянов Павел Иванович                                                           | 19.03.1944            | артиллерия   | старший разведчик 531-го миномётного полка 12-й армии Юго-Западного фронта | красноармеец                               | 11.11.1924 — 30.05.1993 | [ БС 32 ] [ ГС 112 ] [ НЛ 103 ] |
| 232   | Севостьянов Сергей Фёдорович                                                         | 26.10.1943            | пехота       | командир 211-го гвардейского стрелкового полка 73-й гвардейской стрелковой дивизии 7-й гвардейской армии Степного фронта | гвардии майор                              | 04.05.1914 — 13.08.1988 | [ БС 32 ] [ ГС 113 ] [ НЛ 104 ] |
| 233   | Севриков Иван Тимофеевич                                                             | 22.02.1944            | пехота       | командир роты 276-го гвардейского стрелкового полка 92-й гвардейской стрелковой дивизии 37-й армии Степного фронта | гвардии лейтенант                          | 15.03.1917 — 27.05.1997 | [ БС 32 ] [ ГС 114 ] [ НЛ 105 ] |
| 234   | Севрин Виктор Семёнович                                                              | 31.05.1945            | пехота       | командир роты 635-го стрелкового полка 143-й стрелковой дивизии 47-й армии 1-го Белорусского фронта | лейтенант                                  | 01.05.1924 — 28.05.1959 | [ БС 33 ] [ ГС 115 ] [ НЛ 106 ] |
| 235   | Севрюков Алексей Сидорович                                                           | 10.04.1945            | артиллерия   | командир орудия 290-го гвардейского стрелкового полка 95-й гвардейской стрелковой дивизии 5-й гвардейской армии 1-го Украинского фронта                                                                                           | гвардии старший сержант                    | 29.03.1906 — 12.01.1945 | [ БС 34 ] [ ГС 116 ] [ НЛ 107 ] |

| Навигационная таблица | Навигационная таблица                 |
| --------------------- | ------------------------------------- |
| «С»                   | Сабанов Григорий — Самсонов Владимир  |
| «С»                   | Самсонов Иван — Севрюков Алексей      |
| «С»                   | Севрюков Леонид — Сергиенков Дмитрий  |
| «С»                   | Сергов Алексей — Силантьев Николай    |
| «С»                   | Силин Николай — Скрылёв Алексей       |
| «С»                   | Скрылёв Виктор — Соболевский Анатолий |
| «С»                   | Собянин Гавриил — Сорокин Сергей      |
| «С»                   | Сорокин Фёдор — Степин Кузьма         |
| «С»                   | Степовой Арсентий — Сулин Семён       |
| «С»                   | Султанов Барый — Сябро Николай        |